# She Smiles Because She Presses the Button
She Smiles Because She Presses the Button è il terzo album in studio di Trickfinger, pseudonimo del musicista statunitense John Frusciante, pubblicato nel 2020.

## Tracce
1. Amb – 4:04
2. Brise – 5:30
3. Noice – 4:05
4. Plane – 4:25
5. Rhyme Four – 4:12
6. Sea YX6 – 4:51